# Коста-Рика на летних Олимпийских играх 2004
В 2004 году Коста-Рика принимала участие в Летних Олимпийских играх в Афинах (Греция) в двенадцатый раз за свою историю, но не завоевала ни одной медали.

## Состав сборной
Сборная страны состояла из 20 спортсменов: 17 мужчин и 3 женщин. Они соревновались в 6 видах спорта:
- велоспорт
- дзюдо
- плавание
- стрельба
- тхэквондо
- футбол.

Младшим участником сборной был 20-летний футболист Джуниор Энрике Диас, старшей участницей была 47-летняя Греттель Барбоса, которая соревновалась в стрельбе из пистолета.
Флаг Коста-Рики на церемонии открытия нёс дзюдоист Давид Фернандес.

## Результаты

### Футбол
Матчи проходили с 11 по 28 августа в шести городах Греции. Коста-риканская команда попала в отборочную группу D, где сыграла с Ираком,  Марокко и Португалией; в группе она заняла 2 место. Дальше шли соревнования по системе плей-офф, в матче 21 августа в Ираклионе Коста-Рика проиграла Аргентине 4:0. В итоге заняла 8 место. 